# انسداد حيوي
الانسداد الحيوي أو الانسداد البيولوجي (بالإنجليزية: Bioclogging)‏ هو انسداد مساحة المسام في التربة بواسطة الكتلة الحيوية الميكروبية، أجسامهم ومنتجاتهم الثانوية مثل المادة البوليمرية خارج الخلية. تسد الكتلة الحيوية الميكروبية مسار الماء في مساحة المسام، وتشكل سمكاً معيناً للطبقة غير المنفذة في التربة، وتقلل من معدل تسرب المياه بشكل ملحوظ.
يلاحظ الانسداد الحيوي في ظل التسلل المستمر في البرك في ظروف ميدانية مختلفة مثل أحواض التغذية الاصطناعية، وخنادق الترشيح، وقنوات الري، وأنظمة معالجة مياه الصرف الصحي، والأراضي الرطبة المشيدة، وبطانات مدافن النفايات. كما أنه يؤثر على تدفق المياه الجوفية في طبقة المياه الجوفية، مثل المضخات الحرارية ذات المصدر الأرضي، والحواجز التفاعلية القابلة للاختراق، واستعادة النفط المعززة بالميكروبات. في الحالة التي تكون فيها هناك حاجة إلى تسرب المياه بمعدل مناسب، يمكن أن يكون الانسداد الحيوي مشكلة وتُتَّخّذ تدابير مضادة مثل التجفيف المنتظم للنظام. في بعض الحالات، يمكن استخدام الانسداد الحيوي لعمل طبقة غير منفذة لتقليل معدل التسلل.

## وصف عام

### تغير في النفاذية مع مرور الوقت
لوحظ الانسداد الحيوي على أنه انخفاض في معدل التسلل. لوحظ انخفاض في معدل التسلل تحت الارتشاح في البرك في الأربعينيات لدراسة تسلل برك التغذية الاصطناعية وانتشار المياه على التربة الزراعية. عندما تكون التربة مغمورة باستمرار، تتغير النفاذية أو الموصلية الهيدروليكية المشبعة في 3 مراحل والتي شُرحَت على النحو التالي:
1. تنخفض النفاذية لمدة 10 إلى 20 يوماً ربما بسبب التغيرات الفيزيائية في بنية التربة.
2. تزداد النفاذية بسبب إذابة الهواء المحبوس في التربة في الماء المتسرب.
3. تنخفض النفاذية لمدة 2 إلى 4 أسابيع بسبب تفكك الركام والانسداد البيولوجي لمسام التربة بالخلايا الميكروبية ومنتجاتها المركبة أو الوحل أو السكريات.

الثلاث مراحل ليست بالضرورة متميزة في كل حالة ميدانية من الانسداد الحيوي. عندما تكون المرحلة الثانية غير واضحة، تستمر النفاذية في الانخفاض.

### أنواع مختلفة من الانسداد
لوحظ التغير في النفاذية مع مرور الوقت في حالات ميدانية مختلفة. اعتماداً على حالة الحقل، هناك أسباب مختلفة للتغيير في الموصلية الهيدروليكية، ملخصة على النحو التالي:
1. الأسباب الفيزيائية: الانسداد المادي بالمواد الصلبة العالقة أو التغيرات الفيزيائية للتربة مثل تفكك البنية الكلية. يعد إذابة الهواء المحبوس في التربة في الماء المتسرب سبباً مادياً لزيادة التوصيل الهيدروليكي.
2. الأسباب الكيميائية: تغير في تركيز الكهرل بالكهرباء أو نسبة امتزاز الصوديوم في الطور المائي، مما يسبب تشتت وتورم جزيئات الطين.
3. الأسباب البيولوجية: عادة ما يعني الانسداد الحيوي أول ما يلي، بينما يعني الانسداد الحيوي بمعنى أوسع كل ما يلي:

1. الانسداد الحيوي بواسطة أجسام الخلايا الميكروبية (مثل البكتيريا[3][4][5][6] والطحالب[7] والفطريات[8][9]) ومنتجاتها الثانوية المركبة مثل المادة البوليمرية خارج الخلية[10] (يشار إليها أيضاً باسم الوحل)، والتي تشكل الأغشية الحيوية[11][12][13] أو تجميع المستعمرات الدقيقة [14] على جزيئات التربة هي أسباب بيولوجية مباشرة لانخفاض الموصلية الهيدروليكية.
2. يؤدي انحباس فقاعات الغاز مثل الميثان الناتج عن الكائنات الحية الدقيقة المنتجة للميثان[15] إلى انسداد مسام التربة ويساهم في تقليل التوصيل الهيدروليكي. نظراً لأن الغاز هو أيضاً منتج ثانوي ميكروبي، فيمكن اعتباره أيضاً انسداداً حيوياً.
3. تحفز بكتيريا الحديد ترسب أكسيد هيدروكسيد الحديد الثلاثي الذي قد يتسبب في انسداد مسام التربة.[16] هذا هو السبب البيولوجي غير المباشر لانخفاض الموصلية الهيدروليكية.

لوحظ الانسداد الحيوي في الغالب في الظروف المشبعة، ولكن دُرس الانسداد الحيوي في الظروف غير المشبعة أيضاً.

## مراقبة ميدانية

### تحت تسلل البرك

#### المشكلة الميدانية والتدابير المضادة
يُلاحظ الانسداد الحيوي تحت الارتشاح المستمر في البرك في أماكن مثل أحواض التغذية الاصطناعية وخنادق الترشيح. تقليل معدل التسلل بسبب الانسداد الحيوي على سطح التسلل يقلل من كفاءة هذه الأنظمة. لتقليل آثار الانسداد الحيوي، قد تكون المعالجة المسبقة للمياه لتقليل المواد الصلبة العالقة والمغذيات والكربون العضوي ضرورية. يمكن أن يكون التجفيف المنتظم للنظام والإزالة المادية لطبقة الانسداد أيضاً تدابير مضادة فعالة. حتى لو شُغِّلًت بحذر بهذه الطريقة، فلا يزال من المحتمل أن يحدث الانسداد الحيوي بسبب النمو الميكروبيولوجي على سطح التسلل.
حقول الصرف الصحي معرضة أيضاً للانسداد الحيوي لأن مياه الصرف الصحي الغنية بالمغذيات تتدفق باستمرار. تسمى مادة الانسداد الحيوي في خزان الصرف الصحي أحيانا ببيومات. يمكن أن تؤدي المعالجة المسبقة للمياه عن طريق الترشيح أو تقليل حمل النظام إلى تأخير فشل النظام عن طريق الانسداد الحيوي. يعاني نظام تصفية الرمل البطيء أيضاً من الانسداد الحيوي. إلى جانب التدابير المضادة المذكورة أعلاه، يمكن تشغيل رمل التنظيف أو الغسيل العكسي لإزالة الأغشية الحيوية واستعادة نفاذية الرمل.
يمكن أن يؤثر الانسداد البيولوجي في الأنهار على إعادة تغذية طبقة المياه الجوفية، خاصة في المناطق الجافة حيث يكون فقدان الأنهار أمراً شائعاً.

#### فائدة
يمكن أن يكون للانسداد الحيوي تأثير إيجابي في بعض الحالات. على سبيل المثال، في أحواض تثبيت نفايات الألبان المستخدمة لمعالجة مياه الصرف الصحي لمزارع الألبان، يؤدي الانسداد الحيوي إلى إغلاق قاع البركة بشكل فعال. يمكن تلقيح الطحالب والبكتيريا لتعزيز الانسداد الحيوي في قنوات الري للسيطرة على التسرب.
الانسداد الحيوي مفيد أيضاً في بطانات مدافن النفايات مثل بطانات الطين المضغوطة. عادة ما تُطبق بطانات الطين في مكب النفايات لتقليل التلوث الناتج عن ترشيح مدافن النفايات إلى بيئة التربة المحيطة. تصبح الموصلية الهيدروليكية لبطانات الطين أقل من القيمة الأصلية بسبب الانسداد الحيوي الناجم عن الكائنات الحية الدقيقة في المساحات المرتشحة والمسامية في الطين. ويجري الآن دراسة الانسداد الحيوي لتطبيقه على الهندسة الجيوتقنية.

#### تدفق أفقي
ويلاحظ التشبع البيولوجي في الأراضي الرطبة  المبنية لمعالجة أنواع مختلفة من المياه الملوثة. عندما يُطبق التدفق الرأسي، فإنه يشبه القسم السابق. في الأراضي الرطبة المبنية مع التدفق الأفقي في باطن الأرض، يمكن ملاحظة مسارات التدفق التفضيلية التي تتجنب الجزء المسدود.

#### في طبقة المياه الجوفية

##### سحب المياه من البئر
يمكن ملاحظة الانسداد الحيوي عندما تُسحب المياه من طبقة المياه الجوفية (أسفل منسوب المياه الجوفية) من خلال بئر ماء. على مدى أشهر وسنوات من التشغيل المستمر لآبار المياه، قد تظهر انخفاضاً تدريجياً في الأداء بسبب الانسداد الحيوي أو آليات الانسداد الأخرى. قد يؤثر الانسداد الحيوي أيضاً على التشغيل المستدام للمضخات الحرارية ذات المصدر الأرضي.

##### معالجة بيولوجية
تكوين الأغشية الحيوية مفيد في المعالجة البيولوجية لتلوث المياه الجوفية القابلة للتحلل بيولوجيا. يُشكل حاجز تفاعلي قابل للاختراق لاحتواء تدفق المياه الجوفية عن طريق الانسداد الحيوي وأيضاً لتحلل التلوث بالميكروبات. يجب تحليل تدفق الملوثات بعناية لأن مسار التدفق التفضيلي في الحاجز قد يقلل من كفاءة المعالجة.

##### استخراج النفط
في استخراج النفط، تُنفّذ تقنية استخراج محسن للنفط لزيادة كمية النفط التي ستُستخرج من حقل النفط. تحل المياه المحقونة محل الزيت في الخزان الذي يُنقل إلى آبار الاسترداد. نظراً لأن الخزان ليس موحداً في النفاذية، فإن الماء المحقون يميل إلى المرور عبر منطقة نفاذية عالية، ولا يمر عبر المنطقة التي يتبقى فيها النفط. في هذه الحالة، يمكن استخدام تقنية تعديل الملف البكتيري، التي تحقن البكتيريا في المنطقة عالية النفاذية لتعزيز الانسداد الحيوي. إنه نوع من الميكروبات المعززة لاستعادة النفط.